# Nuncjatura Apostolska w Tajlandii
Nuncjatura Apostolska w Tajlandii – misja dyplomatyczna Stolicy Apostolskiej w Królestwie Tajlandii. Siedziba nuncjusza apostolskiego mieści się w Bangkoku.
Nuncjusz apostolski w Tajlandii jest akredytowany również w Królestwie Kambodży i Republice Związku Mjanmy oraz jest delegatem apostolski w Laosie.

## Historia
W 1957 papież Pius XII utworzył Delegaturę Apostolską w Tajlandii i na Półwyspie Malajskim. W 1964 zmieniono nazwę na Delegatura Apostolska w Tajlandii, Laosie i na Półwyspie Malajskim, a 23 lutego 1968 na Delegatura Apostolska w Tajlandii. 28 sierpnia 1969 stała się ona nuncjaturą apostolską.
W 2022 r. – wakat, kierowana przez ks. Daniela Tumiela – pierwszego sekretarza Nuncjatury Apostolskiej w Tajlandii Mjanmie i Kambodży oraz Delegatury Apostolskiej w Laosie.

### Kambodża
Urząd nuncjusza apostolskiego w Kambodży ustanowiono 16 lipca 1994. Wszyscy nuncjusze apostolscy w tym państwie byli nuncjuszami apostolskimi w Tajlandii.

### Mjanma
Urząd delegata apostolskiego Mjanmy ustanowiono w 1990. Po nawiązaniu stosunków dyplomatycznych, pierwszego nuncjusza apostolskiego mianowano 12 sierpnia 2017. Wszyscy delegaci i nuncjusze apostolscy w tym państwie byli nuncjuszami apostolskimi w Tajlandii.

### Laos
Urząd delegata apostolskiego w Laosie ustanowiono 23 lutego 1968. Wszyscy delegaci apostolscy w tym państwie byli nuncjuszami apostolskimi w Tajlandii. Delegat apostolski reprezentuje papieża tylko wobec miejscowego Kościoła. Laotańska Republika Ludowo-Demokratyczna nie utrzymuje stosunków dyplomatycznych ze Stolicą Apostolską.

## Przedstawiciele papiescy w Tajlandii

### Delegaci apostolscy
- abp John Gordon (1962–1965) Irlandczyk
- abp Angelo Pedroni (1965–1967) Włoch
- abp Jean Jadot (1968–1969) Belg

### Nuncjusze apostolscy
do 1993 z tytułem pronuncjuszy apostolskich
- abp Jean Jadot (1969–1971) Belg
- abp Giovanni Moretti (1971–1978) Włoch
- abp Silvio Luoni (1978–1980) Włoch
- abp Renato Raffaele Martino (1980–1986) Włoch
- abp Alberto Tricarico (1987–1993) Włoch
- abp Luigi Bressan (1993–1999) Włoch
- abp Adriano Bernardini (1999–2003) Włoch
- abp Salvatore Pennacchio (2003–2010) Włoch
- abp Giovanni d’Aniello (2010–2012) Włoch
- abp Paul Tschang In-Nam (2012–2022) Koreańczyk
- abp Peter Bryan Wells (od 2023) Amerykanin